# 보호 안경
보호 안경이란 사람의 눈을 더욱 안전하게 보호하기 위하여 특수제작된 안경을 뜻하는 단어이다. 일반적인 안경보다 더욱 눈을 잘 보호해야되기 때문에 보호 안경에 들어가는 유리는 주로 강화 유리나 보호 유리가 사용된다.

## 특징
보호 안경은 일반적인 안경보다 눈을 보호하는 기능이 더욱 우수해야하기 때문에 유리의 안정성이 일반적인 안경보다 더욱 우선시된다. 보호 안경은 그래서 일반적인 유리보다는 강화 유리나 보호 유리가 사용이 된다. 산업 현장에서 근로자의 눈이 위협받을 수가 있는 환경을 가진 곳에서는 눈에 해로운 물질인 광선 등으로부터 근로자의 눈을 보호하기 위해 사용이 되며 주로 용접 등의 고온의 환경이거나 스파크가 많이 일어나는 곳에서도 많이 사용되는 안경이다. 선글라스도 보호 안경에 포함되며 보호 안경은 자외선이나 적외선도 잘 흡수하여 눈을 보호하는 기능도 가지고 있다.

## 같이 보기
- 안경
- 선글라스
- 강화 유리
- 보호 유리